# Verkiezingen voor het Europees Parlement 2024
In 2024 vonden er verkiezingen voor het Europees Parlement plaats in de Europese Unie, waarbij circa 370 miljoen kiesgerechtigde burgers van de 27 lidstaten samen een volksvertegenwoordiging kiezen die een zittingsduur heeft van vijf jaar. Het was de tiende keer dat het Europees Parlement rechtstreeks werd gekozen en de eerste keer sinds het Verenigd Koninkrijk de unie verliet. De verkiezingen vonden plaats in de periode van 6 tot en met 9 juni 2024. Aftrap voor de centrale campagne vond plaats op 29 april door het zittende Parlement met de video "Use your Vote". Estland en Nederland waren de eerste landen waar werd gekozen, gevolgd door Ierland en Tsjechië. In de meeste lidstaten werd op zaterdag en zondag gestemd. De laatste stembussen sloten zondag om 23:00 in Italië, waarna de (voorlopige) verkiezingsuitslagen bekend werden gemaakt.
Het Europees Parlement heeft samen met de Raad van de Europese Unie, dat is de vergadering van vakministers uit de lidstaten, de wetgevings- en begrotingstaak in de Unie. Het Parlement oefent ook namens de burgers de politieke controle uit op de uitvoerende organen van de Unie. De regels voor de verkiezingen zijn vastgelegd in de Europese verkiezingsakte van 1976, iedere lidstaat heeft binnen deze regels bepaald hoe de verkiezingen op nationaal niveau zullen worden georganiseerd. De officiële inwoners van een lidstaat kunnen uitsluitend stemmen op een kandidaat of lijst uit het land waar ze wonen. Heeft een inwoner van een lidstaat echter een andere EU-nationaliteit, dan kan ook op kandidaten uit het thuisland gestemd worden. Woont een EU-burger buiten de Unie, dan gelden er per thuisland verschillende regels.

Samenstelling na de verkiezingen van de delegatie van elke lidstaat

De fractie van de centrum-christendemocraten EVP bleef met voorspeld 189 zetels de grootste, de progressieve sociaaldemocratische S&D (135), de liberale Renew (80) en de Groenen (52) verloren, de nationalistisch-conservatieve populisten ECR (72) en radicaal-rechtse ID (58) wonnen, vooral door stemmen in Italië en Frankrijk. Bij de niet-geregistreerden (98) zijn nieuwe nationale partijen in het Parlement ondergebracht als de Hongaarse centrumrechtse Tisza, die is uitgenodigd zich aan te sluiten bij de EVP fractie, alsmede de Hongaarse uiterst rechts-conservatieve Fidesz, die zich mogelijk aansluit bij ECR en de Duitse extreemrechtse Alternative für Deutschland, die bij ID is aangesloten, maar daar voor fractiegenoot Rassemblement national niet meer welkom is.

## Verkiezingsdata
De periode waarin verkiezingen voor het Europees Parlement plaatsvinden, is bepaald door de Europese Raad, de vergadering van regeringsleiders. Basis zijn de artikels 10 en 11 van de Europese verkiezingsakte die bepalen dat verkiezingen plaatsvinden in een periode van donderdag tot en met de eerstvolgende zondag. Zo kan elke lidstaat de Europees Parlementsverkiezingen organiseren op zijn traditionele verkiezingsdag, zoals bijvoorbeeld een zondag of feestdag in België, Duitsland en Frankrijk. De traditionele kiesdag in Nederland, de woensdag, is niet beschikbaar, daarom vinden de Europese verkiezingen daar op een donderdag plaats. Artikel 11 bepaalt dat de verkiezingen plaatsvinden in dezelfde periode als de eerste verkiezingen, die gehouden werden van 7 tot en met 10 juni 1979. Indien het onmogelijk zou blijken verkiezingen te organiseren in die periode, kan de Europese Raad – unaniem en ten laatste één jaar voor het einde van de huidige zittingsperiode – beslissen om de verkiezingen te vervroegen of uit te stellen. Dat is eerder gebeurd in 1984, 1989, 2014 en 2019. In mei 2023 bevestigde de Raad dat de verkiezingen gehouden worden in de voorziene periode: van 6 tot en met 9 juni 2024.

## Aantal zetels per land
Elke EU-lidstaat heeft op grond van het inwonertal een specifiek aantal zetels in het Parlement. Als een gevolg van het vertrek van het Verenigd Koninkrijk uit de EU (brexit), werden 27 zetels van de Britse afvaardiging in januari 2020 herverdeeld over de andere landen. De resterende 46 zetels werden afgeschaft, waardoor het totaal daalde van 751 naar 705. Op basis van een rapport in februari 2023, geamendeerd in juni 2023, werd een voorstel gedaan om het aantal parlementsleden op te trekken om rekening te houden met bevolkingsaanwas en de degressieve proportionaliteit te bewaren. Het voorstel om het aantal zetels te verhogen naar 720 werd op 13 september door het Europees Parlement en op 22 september door de Europese Raad goedgekeurd. Dat is dus het aantal zetels dat in 2024 ter verkiezing staat. 

### Schema
| Lidstaat    | 2020–2024 | 2024–2029 |
| ----------- | --------- | --------- |
| België      | 21        | 22        |
| Bulgarije   | 17        | 17        |
| Cyprus      | 6         | 6         |
| Denemarken  | 14        | 15        |
| Duitsland   | 96        | 96        |
| Estland     | 7         | 7         |
| Finland     | 14        | 15        |
| Frankrijk   | 79        | 81        |
| Griekenland | 21        | 21        |
| Hongarije   | 21        | 21        |
| Ierland     | 13        | 14        |
| Italië      | 76        | 76        |
| Kroatië     | 12        | 12        |
| Letland     | 8         | 9         |
| Litouwen    | 11        | 11        |
| Luxemburg   | 6         | 6         |
| Malta       | 6         | 6         |
| Nederland   | 29        | 31        |
| Oostenrijk  | 19        | 20        |
| Polen       | 52        | 53        |
| Portugal    | 21        | 21        |
| Roemenië    | 33        | 33        |
| Slovenië    | 8         | 9         |
| Slowakije   | 14        | 15        |
| Spanje      | 59        | 61        |
| Tsjechië    | 21        | 21        |
| Zweden      | 21        | 21        |
| Totaal      | 705       | 720       |

## Actief en passief kiesrecht
Bij de verkiezingen voor het Europees Parlement kunnen de officiële inwoners van een lidstaat uitsluitend stemmen op een kandidaat of lijst die in het eigen land is geregistreerd. EU-burgers die in een andere lidstaat dan het eigen land wonen, kunnen op kandidaten of lijsten uit het woonland en het thuisland stemmen. Op deze beperkte keus bestaat kritiek, omdat het best mogelijk is dat een politicus uit een ander land de standpunten van een kiezer beter vertegenwoordigt dan een politicus uit het eigen land. 
Dit geldt ook, onder voorwaarden, voor het passief kiesrecht. Het is dus niet mogelijk om op een kandidaat te stemmen, of zich kandidaat te stellen, in een andere lidstaat dan het eigen land of het woonland. In 2022 keurde het Europees Parlement een voorstel goed dat transnationale kieslijsten mogelijk moet maken. Er is echter tot op heden geen overeenstemming met de Raad over dit voorstel.
In België, Luxemburg, Griekenland en Bulgarije is er een opkomstplicht, wat betekent dat stemgerechtigden naar het stembureau moeten komen. Er is in deze landen bijgevolg een hoge opkomst. Er is geen stemplicht.

## Partijfamilies
In het Europees Parlement zijn zeven verschillende fracties gevormd, de zogenaamde partijfamilies, waarin nationale partijen samenwerken die zich tot een zelfde politieke bloedgroep rekenen. De twee grootste zijn de Europese Volkspartij (EVP) van conservatieve- en christendemocratische partijen en de Progressieve Alliantie van Socialisten en Democraten (S&D), de sociaaldemocraten. Verder zijn er de liberalen met de Alliantie van Liberalen en Democraten voor Europa (ALDE) die aan de bredere groep Renew Europe meedoen, de groenen, de nationaalconservatieven, een linkse fractie The Left en een extreemrechtse fractie. Er bestaat geen sterke fractiediscipline wat meebrengt dat bijvoorbeeld de Belgische nationale partij Open Vlaamse Liberalen en Democraten (Open Vld) en de Nederlandse Volkspartij voor Vrijheid en Democratie (VVD), die zich beide tot de politieke familie Alliantie van Liberalen en Democraten voor Europa (ALDE) rekenen, in het Europees Parlement hun eigen zichtwijze kunnen uitdragen en hun eigen stem kunnen uitbrengen.
Na de verkiezingen bekijken alle nationale politieke partijen (opnieuw) bij welke Europese fractie ze zich willen aansluiten. De andere deelnemers aan een fractie moeten daarmee instemmen. Als een gekozen lid of nationale partij bij geen enkele fractie welkom is, kunnen ze wel lid worden van het parlement. Ze vallen dan onder de zogeheten niet-ingeschrevenen (NI).
In de periode voor de verkiezingen van 2024 waren de Europese partijfamilies in volgorde van grootte:
- Europese Volkspartij (EVP)
- Progressieve Alliantie van Europese Socialisten en Democraten (S&D)
- Renew Europe (RE)
- De Groenen / Vrije Europese Alliantie (Greens/EVA)
- Europese Conservatieven en Hervormers (ECR)
- Identiteit en Democratie (ID)
- Europees Unitair Links / Noord Groen Links (GUE/NGL)

### Liberale fractie
De samenwerking in de fracties ligt niet vast en is aan verandering onderhevig. Op 16 mei 2024 werd in Nederland een hoofdlijnenakkoord gesloten voor het nieuwe kabinet tussen onder andere PVV (Geert Wilders) en VVD. Op 16 mei 2024 sprak de voorzitter van de liberale fractie Valérie Hayer haar afkeuring uit over de betrokkenheid van fractiegenoot VVD bij dat akkoord. Op 21 mei deed zij dat opnieuw, omdat ze de standpunten van de PVV in strijd acht met de liberale waarden. Zij wil de kwestie na de verkiezingen binnen de fractie bespreken en er op 10 juni over stemmen of samenwerking met de VVD nog mogelijk is. Zij doelt daarbij op het „cordon sanitaire tegen extreemrechts” van de Europese Liberalen.
Europees lijsttrekker voor de VVD Malik Azmani kondigde aan in het Europees Parlement niet te willen samenwerken met de PVV, omdat Geert Wilders te kennen had gegeven de macht van de EU van binnenuit te willen uithollen.

### Fractie Identiteit en Democratie
Medio mei kondigde PVV-fractiegenoot Rassemblement national aan niet langer samen met de Duitse rechtsextreme Alternatieve für Deutschland in een fractie te willen zitten.  De reden was dat de lijsttrekker van de AfD, Maximilian Krah, controversiële uitspraken had gedaan over de SS. Partijvoorzitter Marine le Pen kondigde aan zich los te willen maken van extreemrechts, ze overweegt samenwerking met de Italiaanse Fratelli d'Italia van premier Meloni, die deel uitmaken van de ECR-factie. Het streven van de Nederlandse PVV om 'Nederland op 1' te zetten, zal kunnen gaan botsen met het streven van andere (sterkere) nationaal-populistische partijen om hun nationaal belang op 1 te zetten. Oud PVV-er Marcel de Graaff, die overstapte naar Forum voor Democratie, werd in 2023 uit de fractie gezet vanwege te sterke banden met president Poetin. Bekende andere partijen in de I&D-fractie zijn verder Vlaams Belang en het Italiaanse Lega Nord.

### Fractie Europese Volkspartij
De partij Fidesz van de Hongaarse premier Viktor Orbán is in 2021 uit de fractie van de EVP gestapt na steeds sterker wordende weerstand vanwege Orbán's autoritaire leidersstijl en de onder zijn premierschal plaatsvindende erosie van de rechtsstaat. Orbán heeft het voornemen met alle uiterst rechtse partijen een nieuwe fractie te gaan vormen. De nieuwe partij Tisza van Orbán-uitdager Péter Magyar is wel welkom bij EVP. EVP-Spitzenkandidat Von der Leyen gaf voor de verkiezingen te kennen voor de toekomst niet zonder meer uit te sluiten om met partijen uit de fractie ECR samen te werken, afhankelijk van de verkiezingsuitslag. De Nederlandse partijen CDA en CU gaven na bereiken van het coalitieakkoord aan te twijfelen aan samenwerking met NSC (te eurosceptisch) en BBB (drijft te veel naar radicaal-rechts). De partijen passen volgens hen beter bij de fractie ECR.

### Fractie Europese Conservatieven en Hervormers
Het Nederlandse Forum voor Democratie werd in 2018 met drie zetels in het Europees Parlement gekozen en werd lid van de ECH-fractie. Daar kon de ChristenUnie zich niet mee verenigen en stapte na decennia over naar de EVP, combinatiepartner SGP bleef wel lid. Na herverdeling van de Engelse zetels als gevolg van de brexit kregen PVV en FVD er een zetel bij, Nederlands extreemrechts kwam daarmee op vijf zetels, vier bij ECH en een bij I&D. De radicaal-rechtse partij De Finnen, een van de oprichters van I&D, stapte 2023 over naar ECH omdat het anti-Navosentiment bij I&D te groot zou zijn. De Finnen steunden toetreding van Finland tot de Navo. Een andere bekende partij is de Poolse PiS.

### Cordon sanitaire
De fracties van de sociaaldemocraten, liberalen en groenen sluiten samenwerking met de twee families op uiterst rechts uit. Ze vinden hun doelen (deels) strijdig met de doelstellingen van de Europese Unie en de democratische rechtsstaat (dit wordt ook wel cordon sanitaire genoemd). Verschillende uiterst rechtse of conservatieve partijen hebben mede daarom tot nu toe weinig invloed kunnen uitoefenen op de totstandkoming van wetten en verordeningen.

## Spitzenkandidaten
In 2014 werd een systeem ontwikkeld waarbij elke partijfamilie een kandidaat aanwijst die ze ziet als de mogelijke nieuwe voorzitter van de Europese Commissie, de zogenoemde Spitzenkandidat. Deze Europese lijsttrekkers voeren Europawijd campagne tegen elkaar zodat de burgers beter kunnen weten waar elke partijfamilie voor staat. Na de verkiezingen van 2019 werd echter geen van de door de Europese partijen gekozen lijsttrekkers tot voorzitter gekozen. Mede daardoor kwam het systeem van Spitzenkandidaten ter discussie te staan. Desondanks hebben de meeste partijen voor de verkiezingen van 2024 opnieuw een Spitzenkandidat voorgedragen.
De Europese partijen Alliantie van Liberalen en Democraten voor Europa (ALDE), de Europese Democratische Partij (EDP) en de nationale Franse partij Renaissance voeren gezamenlijk campagne onder het motto 'Renew Europe Now' en hebben alle drie een eigen Spitzenkandidat voorgedragen. Huidige Commissievoorzitter Ursula von der Leyen, Spitzenkandidat van de Europese Volkspartij (EVP), kondigde begin mei aan na de verkiezingen een samenwerking met de uiterst rechtse en conservatieve nationale partijen, gebundeld in de Partij van Europese Conservatieven en Hervormers (ECH), niet bij voorbaat uit te sluiten. Marine Le Pen, frontvrouw van de Franse uiterst rechtse Rassemblement National (RN) maakte 21 mei in de Franse pers bekend niet langer met de Duitse Alternative für Deutschland (AfD) in een Europese fractie te willen zitten, omdat deze extreemrechtse partij niet duidelijk genoeg afstand neemt van nationaalsocialistische ideeën en daden. Het AfD-Europarlementslid Maximilian Krah had in een interview gezegd dat niet alle leden van de Duitse SS in de Tweede Wereldoorlog criminelen waren; daarmee overschreed hij volgens Le Pen een rode lijn. RN-voorzitter en lijsttrekker voor de Europese verkiezingen Jordan Bardella, besloot daarop na de verkiezingen niet langer in dezelfde fractie te willen zitten, Identiteit en Democratie. Spitzenkandidat Hayer van de Franse partij Renaissance, kondigde aan op 10 juli in de fractie te laten stemmen over verdere deelname van de Nederlandse VVD wegens de nationale samenwerking met de radicaal-rechtse PVV.
| Spitzenkandidat               | Europese partij                                                 | Afkorting | Fractie in het EP |
| ----------------------------- | --------------------------------------------------------------- | --------- | ----------------- |
| Ursula von der Leyen          | Europese Volkspartij                                            | EVP       | EVP               |
| Nicolas Schmit                | Partij van Europese Socialisten                                 | PES       | S&D               |
| Marie-Agnes Strack-Zimmermann | Partij van de Alliantie van Liberalen en Democraten voor Europa | ALDE      | Renew Europe      |
| Sandro Gozi                   | Europese Democratische Partij                                   | EDP       | Renew Europe      |
| Valérie Hayer                 | Geen                                                            |           | Renew Europe      |
| Walter Baier                  | Partij van Europees Links                                       | PEL       | Links – GUE/NGL   |
| Terry Reintke, Bas Eickhout   | Europese Groene Partij                                          | EGP       | Groenen/EVA       |
| Maylis Roßberg, Raül Romeva   | Europese Vrije Alliantie                                        | EVA       | Groenen/EVA       |
|                               | Identiteit en Democratie Partij                                 | ID        | ID                |
|                               | Partij van Europese Conservatieven en Hervormers                | ECH       | ECH               |
| Valeriu Ghilețchi             | Europese Christelijke Politieke Beweging                        | ECPB      | ECH, EVP          |

## Uitslag

### Zetelverdeling naar fractie
De zetelverdeling in het Europees Parlement naar fractie was na de verkiezingen van 2024 als volgt:
| Fractie | Fractie                                              | Aantal zetels in 2024 | Zetelverdeling (grafisch) |
| ------- | ---------------------------------------------------- | --------------------- | ------------------------- |
|         | Europese Volkspartij                                 | 188                   | 2024                      |
|         | Progressieve Alliantie van Socialisten en Democraten | 136                   | 2024                      |
|         | Patriotten voor Europa                               | 84                    | 2024                      |
|         | Europese Conservatieven en Hervormers                | 78                    | 2024                      |
|         | Renew Europe                                         | 77                    | 2024                      |
|         | De Groenen/Vrije Europese Alliantie                  | 53                    | 2024                      |
|         | Linkse Fractie                                       | 46                    | 2024                      |
|         | Europa van Soevereine Naties                         | 25                    | 2024                      |
|         | niet-fractiegebonden leden                           | 32                    | 2024                      |
| totaal  | totaal                                               | 720                   | 2024                      |

## Verkiezingen naar lidstaat

### België
In België werden de verkiezingen gehouden op 9 juni. Zij werden gelijktijdig gehouden met de federale en regionale verkiezingen aldaar.

### Nederland

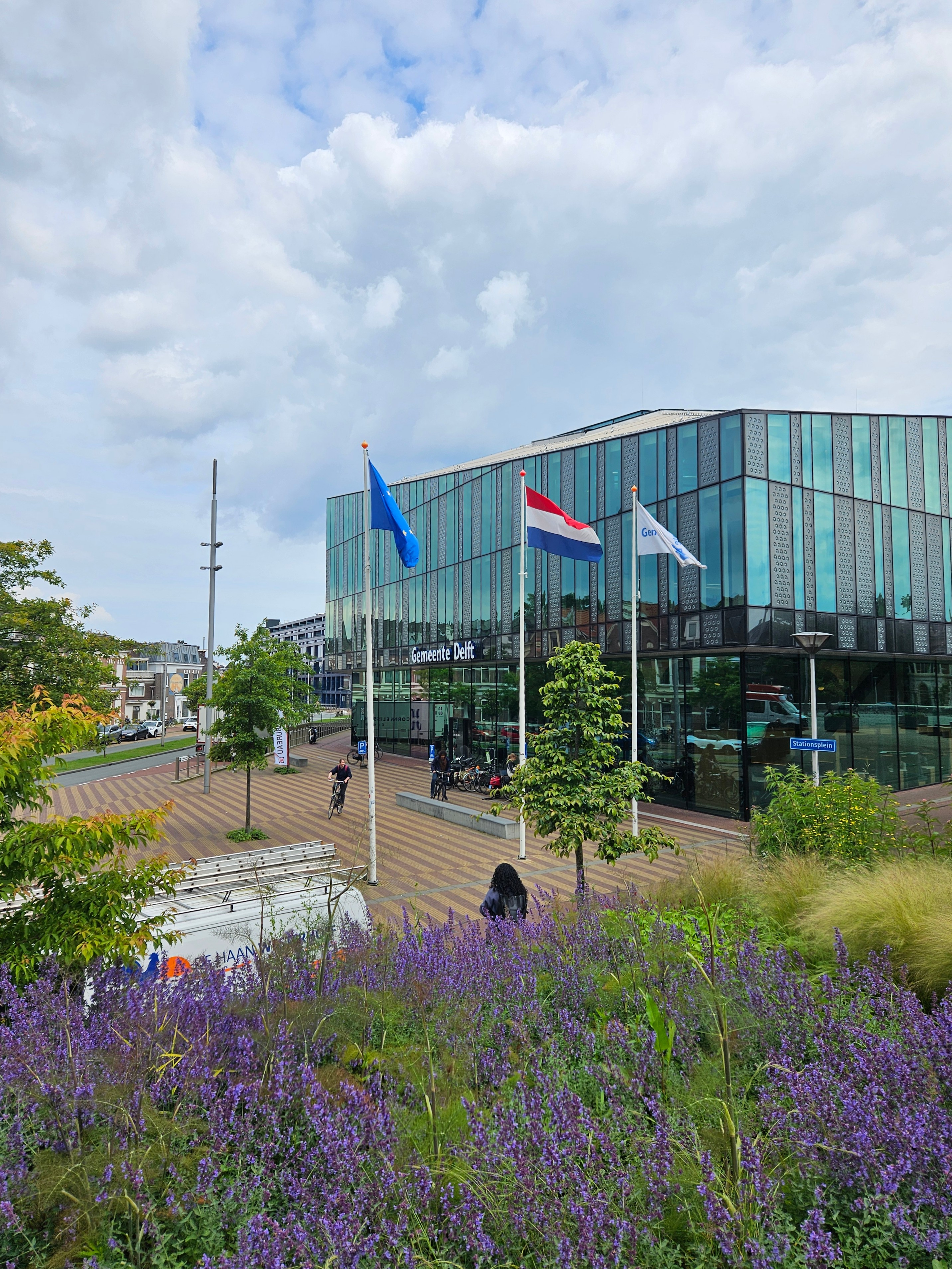
Het gemeentekantoor van Delft met Europese, Nederlandse en gemeentelijke vlag op de dag van de verkiezingen

In Nederland werden de verkiezingen gehouden op 6 juni.

### Luxemburg
In Luxemburg werden de verkiezingen gehouden op 9 juni; er waren zes zetels te vervullen. Bij de partijenfamilie van de Sociaaldemocraten was de Luxemburger Nicolas Schmit lijsttrekker.

### Duitsland
In Duitsland werden de verkiezingen gehouden op 9 juni; er waren 96 zetels te vervullen. De Duitse politica en huidige voorzitter van de Europese Commissie, Ursula von der Leyen van de Christlich Demokratische Union (CDU) was Spitzenkandidat van de partijenfamilie EVP. De lijsttrekkers van de negen grootste partijen op nationaal niveau waren:
- CDU – Ursula von der Leyen
- CSU – Manfred Weber
- SPD – Katarina Barley
- FDP – Marie-Agnes Strack-Zimmermann
- Die Grünen – Terry Reintke
- AfD – Maximilian Krah
- Die Linke – Carola Rackete en Martin Schirdewan
- Bündnis Sahra Wagenknecht – Fabio di Masi en Thomas Geisel
- Freie Wähler – Christine Singer

De kandidaat van de AfD is in de media breed in de kritiek komen te staan vanwege vermeende ontvangsten van geld uit Rusland via de uiterst rechtse website Voice of Europe. Daarnaast is een van zijn medewerkers op non-actief gesteld op verdenking van spionage voor China, onder andere het doorgeven van infomatie over kritische infrastructuur.

### Frankrijk
In Frankrijk werden de verkiezingen gehouden op 9 juni; er waren 81 zetels te vervullen. De partij van de Franse president Emmanuel Macron, Renaissance, maakt deel uit van een coalitie van acht partijen, met onder andere de Mouvement démocrate (MoDem), Horizons, Parti radical valoisien (ALDE) en de liberale Union des démocrates et indépendants (ALDE). Het samenwerkingsverband vertegenwoordigt de meerderheid van de Franse kiezers in het nationale parlement en stelde als lijsttrekker niet een van de bekende voormannen op, maar de politiek nog tamelijk onbekende Valérie Hayer, zij is tevens Spitzenkandidat voor Renaissance. Hayer geeft al vanaf jonge leeftijd actief vorm aan het burgerschap, aanvankelijk in de lokale politiek, daarna in het Europees Parlement als fractiemedewerker en sinds 2019 als gekozen Europarlementariër. De jurist publiekrecht komt uit een grote boerenfamilie die is gevestigd in het westen van Frankrijk en is na Simone Veil de tweede vrouw die het boegbeeld van de centrum-liberalen is.
Voor het Rassemblement National (RN) van Marine Le Pen trad Jordan Bardella aan, François-Xavier Bellamy deed dat voor de traditioneel rechtse partij Les Républicans, sinds 2015 de nieuwe naam van de Union pour un mouvement populaire (UMP) van oud-president Sarkozy. De sociaaldemocraten stelden Raphaël Glucksmann op, die de lijst vijf jaar eerder ook al leidde, en de groenen, de Écologistes !, Marie Tousaint.